# شاه‌بلوط‌هندیان
شاه‌بلوط‌هندیان (Hippocastanaceae) تیره‌ای از افراسانانِ درختی یا درختچه‌ای است که گونه‌های آن برگ‌های مرکب پنجه‌ای و میوه‌های پوشینه دارند.

## ماده موثره
مهمترین ماده موثره شاه بلوط هندی کمپلکسی از ساپونینهای تری ترپنی است که جمعاً بنام آئیسین Aescin نامیده می‌شود.